# پائولا کانیا
 پائولا کانیا (انگلیسی: Paula Kania؛ زادهٔ ۶ نوامبر ۱۹۹۲) یک تنیس‌باز اهل لهستان است.